# Bettencourt-Saint-Ouen
Bettencourt-Saint-Ouen is een gemeente in het Franse departement Somme (regio Hauts-de-France) en telt 459 inwoners (2005). De plaats maakt deel uit van het arrondissement Amiens.

## Geografie
De oppervlakte van Bettencourt-Saint-Ouen bedraagt 8,1 km², de bevolkingsdichtheid is 56,7 inwoners per km².
De onderstaande kaart toont de ligging van Bettencourt-Saint-Ouen met de belangrijkste infrastructuur en aangrenzende gemeenten.

## Demografie
Onderstaande figuur toont het verloop van het inwonertal (bron: INSEE-tellingen).